# Lugo-di-Nazza
Lugo-di-Nazza é uma comuna francesa na região administrativa de Córsega, no departamento da Alta Córsega. Estende-se por uma área de 25,41 km². 